# Athamanta
Genre
Athamanta, les athamantes, est un genre de plantes à fleurs de la famille des Apiaceae. Ce sont des plantes herbacées originaires du sud de l'Europe et du nord de l'Afrique.

## Principales espèces

### Flore de France
- Athamanta cretensis L. - athamante de Crète
- Athamanta mutellinoides Jacq. ex Lam. - athamante fausse-mutelline

### Autres espèces
- Athamanta cortiana
- Athamanta densa
- Athamanta macedonica
- Athamanta sicula
- Athamanta turbith